# Mi último deseo
Mi último deseo (Título original: Elveda Derken) es una serie de televisión turca de 2007, producida por Yağmur Ajans y emitida por Kanal D.

## Trama
Lale es una pediatra que ama profundamente a su marido y a sus dos pequeñas hijas. Un día sufre un desmayo y los exámenes médicos revelan que tiene un tumor cerebral. Esta mortal enfermedad la hará decidir encontrar por sí misma a una mujer que ocupe su lugar como madre y esposa. Encontrará en Zeynep, la joven profesora de sus hijas, a la mujer perfecta para ocupar su lugar.

## Reparto
- Ece Uslu como Lale Bağcan Aydın.
- Burcu Kara como Zeynep.
- Gökhan Tepe como Ateş Ünal.
- Sinan Sümer como Ege Aydın.
- Tansel Öngel como Kerim.
- Aydan Kaya como Şeyda.
- Fatma Karanfil como Ulviye.
- Sait Genay como Selçuk.
- Seda Güven como Eda Bağcan.
- Gökhan Aydınlı como Berk.
- Derya Dönmez como Esin Irmak.
- Işık Aras como Adile.
- Beliz İnal como Ayşe.
- Ebru Bilingen como Ebru.
- Müge Arda como Pınar.
- İncilay Şahin como Şahika.
- Coşkun Özmeriç como Hikmet.
- Emre Aksoy como Barış.
- Ece Bostancı como Zeynep Asu.
- Kübra Ayça Turan como Ece Aydın (Kübra, en doblaje al español).
- Çağla Şimşek como Naz Aydın.
- Buket Tuba Güzel como Gül.
- Seyfettin Karadayı como Kasım.
- Erdoğan Tutkun como Dr. Erdoğan
- Emre Armağan Özcan como Profesor Sami.
- İlker Kurt como Çağdaş.
- Aykut Taşkın como Cevahir.
- Mustafa Şimşek como Murat.
- Simge Selçuk como Tuna Çetinkaya (Sibel, en doblaje al español).
- Ayben Uz como Süreyya.

## Temporadas
| Temporada | Temporada | Episodios | Rango de episodios | Emisión original        | Emisión original    |
| Temporada | Temporada | Episodios | Rango de episodios | Inicio                  | Final               |
| --------- | --------- | --------- | ------------------ | ----------------------- | ------------------- |
|           | 1         | 13        | 1 - 13             | 21 de marzo de 2007     | 20 de junio de 2007 |
|           | 2         | 38        | 14 - 51            | 5 de septiembre de 2007 | 18 de junio de 2008 |